# Selkäsaari (ö i Södra Savolax, S:t Michel, lat 61,34, long 27,50)
Selkäsaari är en ö i Finland. Den ligger i sjön Suomijärvi och i kommunen Sankt Michel i den ekonomiska regionen  S:t Michel och landskapet Södra Savolax, i den södra delen av landet, 190 km nordost om huvudstaden Helsingfors. Öns area är 0,1 hektar och dess största längd är 70 meter i sydöst-nordvästlig riktning.